# Maśnik
Maśnik – wieś w Polsce położona w województwie świętokrzyskim, w powiecie staszowskim, w gminie Połaniec.
W latach 1975–1998 miejscowość administracyjnie należała do województwa tarnobrzeskiego.

## Dawne części wsi – obiekty fizjograficzne
W latach 70. XX wieku przyporządkowano i opracowano spis lokalnych części integralnych dla Maśnika zawarty w tabeli 1.

| Nazwa wsi – miasta | Nazwy części wsi – miasta                                           | Nazwy obiektów fizjograficznych – charakter obiektu |
| ------------------ | ------------------------------------------------------------------- | --- |
| I. Gromada RUSZCZA |                                                                     | |
| 1. Maśnik          | 1. Brykówka 2. Kępa 3. Kępa Górecka 4. Za Starą Rzeką 5. Zawierzbie | 1. Brykówka — pole 2. Dół — moczary, staw 3. Ispa — łąka 4. Jałownik — łąka 5. Kępa — pole 6. Kępa Wiślana — krzaki, łąka 7. Koło Wysokiej Drogi — pole 8. Nowa Rzeka — rzeka 9. Nowy Wał — wał 10. Od Budzisk — pole 11. Pastwisko — pole 12. Rybickie — pole 13. Stary Wał — wał 14. Z Nadziału — pole 15. Za Starą Rzeką — pole 16. Za Starym Wałem — pole, pastwi- sko 17. Zakos — łąka, moczary 18. Zawierzbie — pole |

## Literatura
1. Kaczmarek Leon (red. nauk. zeszytu), Taszycki Witold (red. nauk. wyd.): Urzędowe Nazwy miejscowości i obiektów fizjograficznych. 33. Powiat staszowski województwo kieleckie. Komisja ustalania nazw miejscowości i obiektów fizjograficznych (do użytku służbowego). Z: 33. Warszawa: Urząd Rady Ministrów. Biuro do Spraw Prezydiów Rad Narodowych, 1970. Brak numerów stron w książce